# Маклэган, Иэн
Иэн Патрик «Мак» Маклэган (англ. Ian Patrick 'Mac' McLagan /ˈiːən məkˈlæɡən/; 12 мая 1945 — 3 декабря 2014) — британский клавишник, наиболее известен как участник рок-групп Small Faces и The Faces. В конце 1970-х годов он был концертным участником The Rolling Stones.

## «Small Faces» и «Faces»
Маклэган начал свою карьеру в начале 1960-х годов, играя на электрофортепиано Hohner Cembalet, а затем перешёл на орган Хаммонда и электрическое фортепиано Wurlitzer, а также иногда играл на гитаре. Находясь под влиянием группы Сайрила Дэвиса All Stars, он присоединился к первой в своей жизни профессиональной группе The Muleskinners, а потом перешёл в группу Boz People, в которой играл будущий участник групп King Crimson и Bad Company — Боз Баррел. В 1965 году он был нанят менеджером «Small Faces» Доном Арденом, с 'королевской' зарплатой в 30 фунтов стерлингов в неделю, для замены Джимми Уинстона. После того, как закончился «испытательный» срок, зарплата Маклэгана была снижена до суммы в 20 фунтов в неделю, которую получали другие участники группы. Они никогда не получали больше, поскольку все доходы от трудов группы уходили Дону Ардену; так было вплоть до 1997 года, когда они стали получать гонорары. Дебют Иэна в качестве участника группы состоялся 2 ноября того же года в лондонском театре Лицеум. В 1969 году, после ухода из группы Стива Марриотта, к оставшимся участникам присоединились Род Стюарт и Ронни Вуд, а сам коллектив поменял название на The Faces.

## Сотрудничество с другими музыкантами
После распада «The Faces» в 1975 году Маклэган работал в качестве аккомпаниатора группы The Rolling Stones и даже записался с ними на студии, сыграв на фортепиано в песне «Miss You» альбома Some Girls. Играл в различных проектах Ронни Вуда, в числе которых была группа The New Barbarians. Также его сессионная работа включала в себя сотрудничество с такими музыкантами, как Чак Берри, Джексон Браун, Джо Кокер, Боб Дилан, Мелисса Этеридж, Бонни Рэйтт, Пол Вестерберг, Брюс Спрингстин, Тони Скалзо, Карла Олсон и Мик Тейлор.
В конце 1990-х — начале 2000-х годов Маклэган был участником группы Билли Брэгга — The Blokes, а также выступил в качестве соавтора песен на их альбоме 2002 года England, Half English и отправился с ними в гастрольный тур.

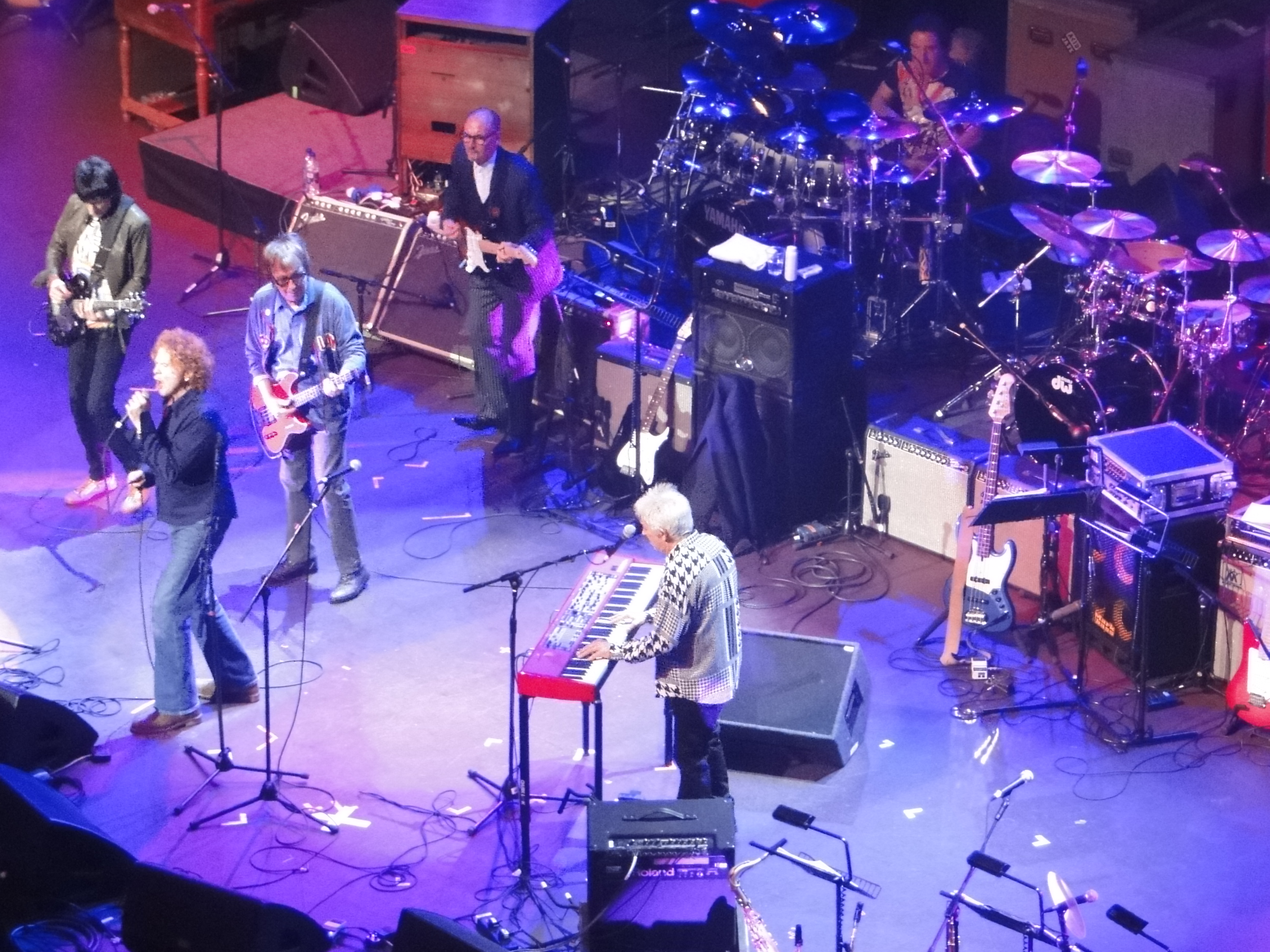
Маклэган (спереди) во время реюнион-тура The Faces. Royal Albert Hall, октябрь 2009

Партии фортепиано Маклэгана присутствуют и в альбоме Чака Берри The London Chuck Berry Sessions.
25 сентября 2010 года Иэн присоединился к группе Black Crowes на их концерте, проходившем в Остине, штат Техас, и сыграл (а также спел) с ними песни «You’re So Rude» и «Glad and Sorry» из репертуара The Faces.
В 2013 году он появился на одной сцене вместе с группой Уоррена Хейнса «The Moody Theater», сыграв одновременно на фортепиано и на электрооргане. Концерт проходил также в Остине, штат Техас. В 2014 году Маклэган основал группу «The Empty Hearts». Коллектив базировался на лейбле 429 Records и помимо самого Иэна состоял из барабанщика группы Blondie Клема Берка, басиста The Chesterfield Kings Энди Бабюка, гитариста The Cars Эллиота Истона и гитариста/вокалиста The Romantics Уолли Палмара. Первый одноимённый альбом группы был выпущен 5 августа 2014-го и был спродюсирован Эдом Стейсиумом.
Позже Маклэган появился в качестве приглашённого музыканта на двойном альбоме Люсинды Уильямс, Down Where the Spirit Meets the Bone, выпущенном 30 сентября 2014 года на её собственном лейбле Highway 20 Records.

## Bump Band
Помимо участия в различных проектах, Маклэган также выпустил несколько сольных альбомов. С 1977 года он был лидером своей собственной группы «Bump Band». В последние годы своей жизни проживал в Остине и временами давал небольшие концерты в ночных клубах и барах. В 2006 году Иэн маклэган и «The Bump Band» выступили на разогреве у «Rolling Stones» на фестивале Austin City Limits Music Festival.

## Личная жизнь
Маклэган был в отношениях с Ким Керриган, бывшей женой барабанщика группы The Who Кита Муна. После развода с Китом, Ким проживала у Иэна вместе со своей дочерью Амандой (от брака с Муном). Они поженились в 1978 году, спустя месяц после смерти Муна в возрасте 32 лет. 2 августа 2006 года Керриган скончалась в результате ДТП, случившегося возле её дома в Остине, штат Техас. Ей было 57 лет.
В 2000 году Маклэган выпустил автобиографию All the Rage: A Riotous Romp Through Rock & Roll History, которая была переиздана в 2013 году.
3 декабря 2014 года, в возрасте 69 лет, Иэн скончался от инсульта в Брейкенриджском госпитале в Остине.

## Дискография
- Troublemaker (Mercury, 1979)
- Bump in the Night (Mercury, 1980)
- Last Chance to Dance (EP) (Barking Dog, 1985)
- Best of British (Maniac, 2000)
- Rise & Shine (Maniac, 2004) (Gaff Music)
- Here Comes Trouble (Maniac, 2005)
- Live (Maniac, 2006)
- Spiritual Boy (Maniac, 2006)
- Never Say Never (Maniac, 2008) (00:02:59 Records)
- United States (Maniac, 2014) (Yep Roc Records)